# Estação Campo Belo
A Estação Campo Belo é uma estação do Metrô de São Paulo. Foi inaugurada em 8 de abril de 2019.
É operada pela ViaMobilidade e pertence à Linha 5–Lilás, que passou a se integrar com o restante da malha metroviária de São Paulo em setembro de 2018 com a abertura do funcionamento em horário integral da Estação Chácara Klabin onde há integração com a Linha 2–Verde, e na Estação Santa Cruz onde há integração com a Linha 1–Azul. Foi a última estação a ser entregue como parte do plano de expansão da linha. Ela também terá integração com a Linha 17–Ouro quando esta for inaugurada, evento que tem previsão atual para acontecer em 2026.
A estação fica localizada em uma confluência das avenidas Jornalista Roberto Marinho e Santo Amaro, no bairro do Brooklin, na divisa dos distritos do Campo Belo e Itaim Bibi, na Zona Centro-Sul de São Paulo.

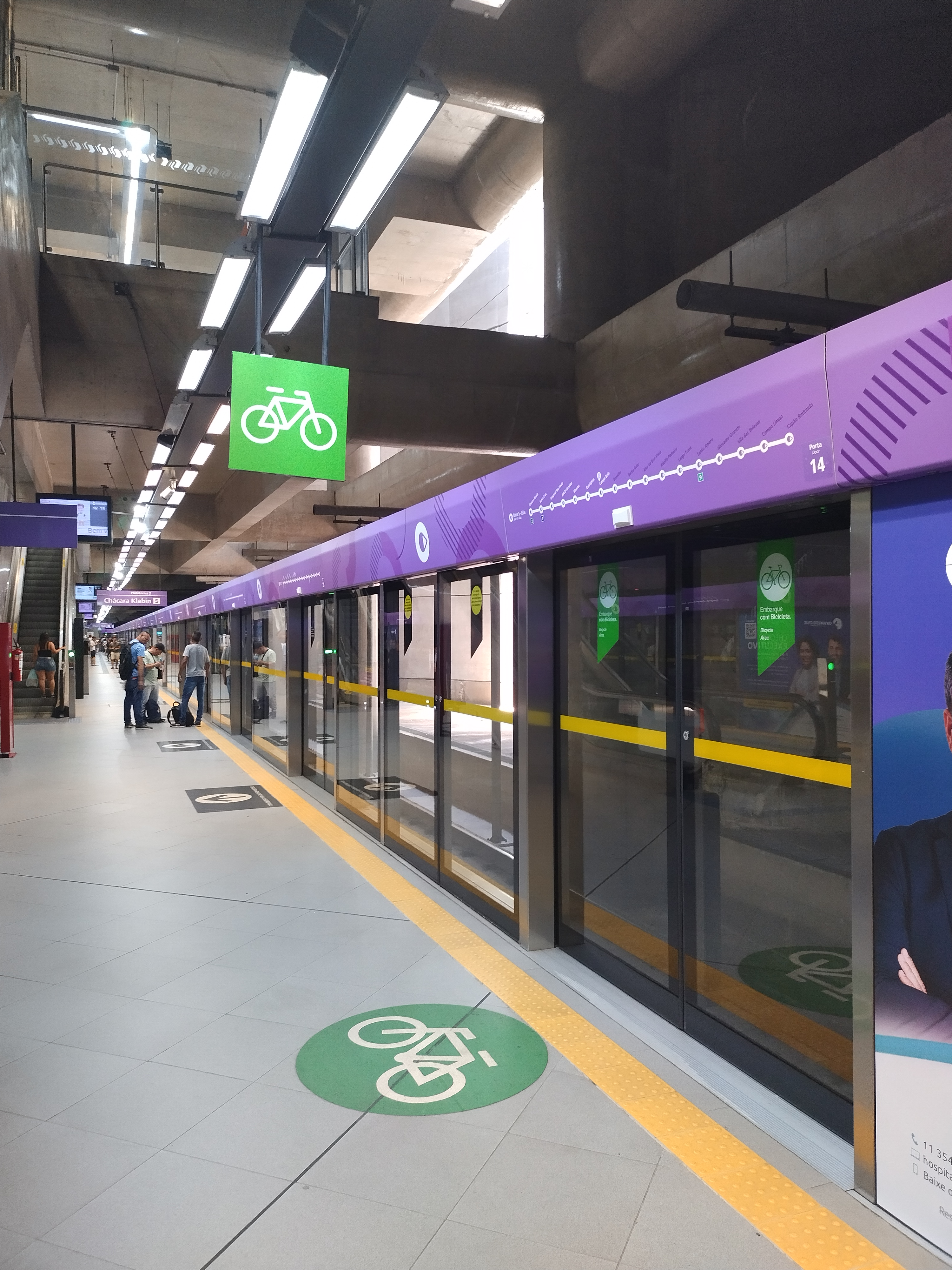
Plataforma da estação

Em 26 de março de 2019, foi informado que a inauguração da estação poderia ser realizada em 10 de abril.
Em 5 de abril, foi confirmada a inauguração da estação para o dia 8 do mesmo mês, dois dias antes do que havia sido informado anteriormente. Durante os primeiros cinco dias, a operação ocorreu em horário reduzido, das 10 às 15 horas, e em 13 de abril de 2019 ela passou a funcionar em período integral.

## Características
A estação é subterrânea, composta por cinco poços secantes de grande diâmetro, com estrutura em concreto aparente e cobertura do acesso principal com cúpula de aço e vidro, para iluminação natural. Conta com um acesso, com escadas rolantes nos dois sentidos e três elevadores preferenciais para pessoas com deficiência e mobilidade reduzida. Possui mezanino com bilheterias e distribuição de passageiros, além de plataforma central.
| Sigla | Estação    | Inauguração        | Capacidade                                             | Integração               | Plataformas | Posição             | Notas                     |
| ----- | ---------- | ------------------ | ------------------------------------------------------ | ------------------------ | ----------- | ------------------- | ------------------------- |
| CPB   | Campo Belo | 8 de abril de 2019 | 80 mil passageiros por dia, após a entrega da Linha 17 | Bilhete Único da SPTrans | Centrais    | Subterrânea Elevada | Em operação Em construção |